# Асуман Оздаглар
Асу́ Оздагла́р (тур. Asu Özdağlar; нар. 16 грудня 1974) — турецько-американська науковиця в галузі інформатики та професорка Массачусетського технологічного інституту.

## Життєпис
Народилася 16 грудня 1974 року в родині Ісмаїла Оздаглара та Західе Оздаглар. Її батько, Ісмаїл Оздаглар, був колишнім Державним міністром Туреччини з 13 грудня 1983 року по 15 січня 1985 року в 45-му уряді Туреччини. 14 лютого 1986 року Конституційний суд Туреччини визнав його винним у хабарництві та зловживанні владою.
Оздаглар навчалася в Близькосхідному технічному університеті в Анкарі, де у 1996 році здобула ступінь бакалавра наук з електротехніки. Потім продовжила навчання в Массачусетському технологічному інституті, де отримала ступінь магістра наук у 1998 році та ступінь доктора філософії (PhD) у 2003 році, обидва з електротехніки та комп'ютерних наук. Вона працювала асистент-професоркою (2003), асоційованою професоркою (2008) та професоркою (2012) в тому ж університеті.
Її наукові інтереси включають теорію оптимізації, машинне навчання, економіку та теорію мереж. Останні дослідження зосереджені на розробці стимулів та алгоритмів для онлайн-систем, керованих даними, з великою кількістю різноманітних учасників (людей та машин). Вона досліджувала питання володіння даними та ринків даних, поширення дезінформації в соціальних мережах, економічні та фінансові кризи та інструменти соціального навчання.
У 2017 році її призначили новою керівницею Департаменту електротехніки та комп'ютерних наук (EECS) Массачусетського технологічного інституту. Її попередник, Ананта Чандракасан, зазначив: «Професорка Оздаглар — надихаюча дослідниця, яка стала справжньою лідеркою в галузях теорії оптимізації та алгоритмів, теорії ігор та мереж».

## Особисте життя
Асу Оздаглар одружена з Дароном Аджемоглу, турецько-американським економістом, професором Массачусетського технологічного інституту.